# Церква Введення в Храм Пресвятої Богородиці (Щепанів)

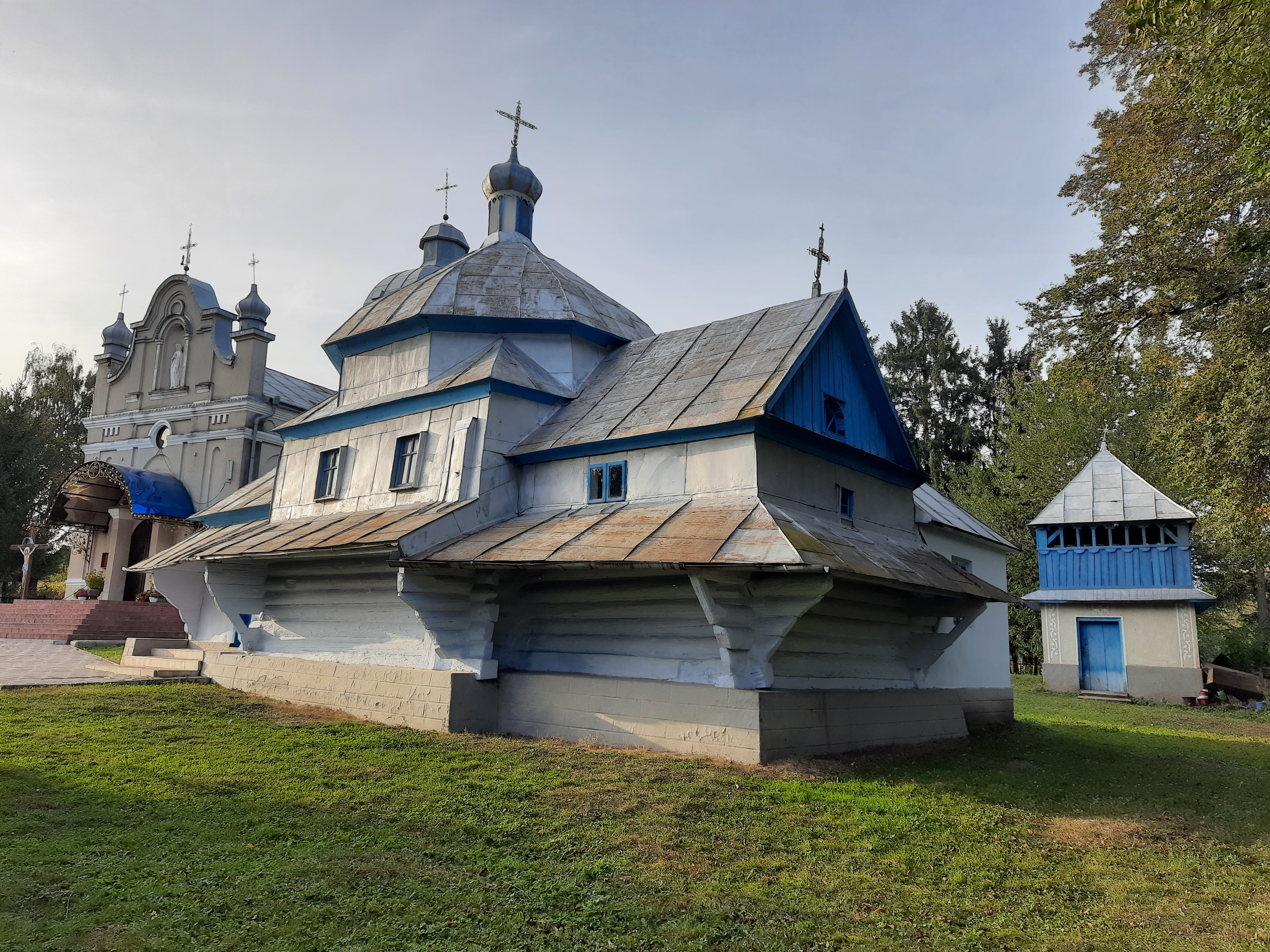
Дерев'яна церква

Церква Введення в Храм Пресвятої Богородиці — дерев'яний греко-католицький храм в селі Щепанів Козівського району Тернопільської області. Споруджена у 1755 році, про що свідчать акти візитації 1760 року, третя за часом побудови церква в селі. Дві старіші церкви не збереглися.
У 1993 році було споруджено нову церкву Введення в Храм Пресвятої Богородиці. Разом дві церкви належать одній парафії, котра налічує близько 600 вірних. Парафія належить до Козівського деканату Тернопільсько-Зборівської архиєпархії УГКЦ.

## Історія
Перед спаленням другої церкви у Щепанові, у селі була окрема парохія, але після знищення церкви, парох поселився в сусідньому селі Кальне. Відтак, богослужіння відправлялися в Щепанові кожної третьої неділі.

## Парохи
Сучасний парох церкви — о. Чижевський Віталій. Його попередником був о. Володимир Шуль.
Наприкінці XIX — на початку XX століття впродовж 55 років у селі парохом був о. Гординський, згодом до 1945 року — о. Павло Штокалко.

## Спільноти при церкві
При церкві діють:
- Марійська дружина,
- Вівтарна дружина,
- Молитовне братство.